# La donnola e l'uomo
La donnola e l'uomo è la ventiduesima favola del primo libro delle Fabulae dell'autore latino Fedro, scritte nel I secolo.

## Trama
Una donnola viene catturata da un uomo. Per sfuggire a morte certa, la donnola lo prega di risparmiarla. In cambio gli ripulirebbe la casa dai topi.
L'uomo le dice che se lo facesse per amor suo esaudirebbe le suppliche, ma poiché lo fa per godersi gli avanzi che rosicchierebbero i topi, e per mangiare i topi stessi, non gli può addebitare un servizio inesistente. Quindi uccide quella disonesta.